# Vivian McGrath
Pour les articles homonymes, voir McGrath.
Vivian " Viv " Erzerum Bede McGrath, né le 17 février 1916 à Mudgee (Nouvelle-Galles du Sud) et mort le 9 avril 1978 à Burradoo (Nouvelle-Galles du Sud), est un joueur de tennis australien.
Il est un des premiers joueurs a pratiquer le revers à deux mains (des deux mains des deux côtés dans son cas) dans le tennis de haut niveau et le premier à remporter un tournoi du Grand Chelem.
En simple, il a remporté les Championnats d'Australie en 1937 et a atteint les quarts de finale des Internationaux de France en 1935.
En double messieurs, il a remporté les Championnats d'Australie en 1935, y a été finaliste en 1936 et 1940, ainsi que trois fois finaliste consécutivement à Roland-Garros de 1933 à 1935.

## Palmarès (partiel)

### Titres en simple messieurs
|   | Date | Nom et lieu du tournoi              | Catégorie    | Surface | Finaliste     | Score                   | Tableau |
| - | ---- | ----------------------------------- | ------------ | ------- | ------------- | ----------------------- | ------- |
| 1 | 1937 | Australian Championships, Melbourne | Grand Chelem | Gazon   | John Bromwich | 3–6, 6–1, 0–6, 6–2, 1–6 | Tableau |

### Finales en simple messieurs
|   | Date | Nom et lieu du tournoi                  | Catégorie | Surface      | Vainqueur     | Score                   | Tableau |
| - | ---- | --------------------------------------- | --------- | ------------ | ------------- | ----------------------- | ------- |
| 1 | 1937 | Tournoi de tennis de Hambourg, Hambourg |           | Terre battue | Henner Henkel | 1-6, 6-3, 8-6, 3-6, 6-1 | Tableau |

### Titres en double messieurs
|   | Date       | Nom et lieu du tournoi             | Catégorie    | Surface      | Partenaire    | Finalistes                   | Score                   | Tableau |
| - | ---------- | ---------------------------------- | ------------ | ------------ | ------------- | ---------------------------- | ----------------------- | ------- |
| 1 | 05/01/1935 | Australian Championships Melbourne | Grand Chelem | Gazon        | Jack Crawford | Patrick Hughes Fred Perry    | 6-4, 8-6, 6-2           | Tableau |
| 2 | 1935       | Internationaux d'Italie Rome       |              | Terre battue | Jack Crawford | Jean Borotra Jacques Brugnon | 4-6, 4-6, 6-4, 6-2, 6-2 | Tableau |

### Finales en double messieurs
|   | Date       | Nom et lieu du tournoi            | Catégorie    | Surface      | Vainqueurs                   | Partenaire      | Score                    | Tableau |
| - | ---------- | --------------------------------- | ------------ | ------------ | ---------------------------- | --------------- | ------------------------ | ------- |
| 1 | 22/05/1933 | Internationaux de France Paris    | Grand Chelem | Terre battue | Fred Perry Patrick Hughes    | Adrian Quist    | 6-2, 6-4, 2-6, 7-5       | Tableau |
| 2 | 25/06/1934 | Internationaux de France Paris    | Grand Chelem | Terre battue | Jean Borotra Jacques Brugnon | Jack Crawford   | 11-9, 6-3, 2-6, 4-6, 9-7 | Tableau |
| 3 | 20/05/1935 | Internationaux de France Paris    | Grand Chelem | Terre battue | Jack Crawford Adrian Quist   | Donald Turnbull | 6-1, 6-4, 6-2            | Tableau |
| 4 | 20/01/1936 | Australian Championships Adélaïde | Grand Chelem | Gazon        | Donald Turnbull Adrian Quist | Jack Crawford   | 6-8, 8-2, 6-1, 3-6, 6-2  | Tableau |
| 5 | 20/01/1940 | Australian Championships Sydney   | Grand Chelem | Gazon        | John Bromwich Adrian Quist   | Jack Crawford   | 6-3, 7-5, 6-1            | Tableau |

### Titres en double mixte
non connus

### Finales en double mixte
non connues